# Cornelio Musso
Cornelio Musso, né à Plaisance le 16 avril 1511 et mort à Rome en janvier 1574, est un religieux italien, franciscain, évêque et l'un des prédicateurs renommés du XVIe siècle en Italie.

## Biographie
Né à Plaisance en 1511, il est nommé par Paul III évêque de Bertinoro en 1541, mais il n'y a jamais résidé ; en 1544 Paul III le nomme évêque de Bitonto ; il s'y installe en octobre 1548, après avoir participé à la première session du Concile de Trente où il prononce le discours inaugural.

## Œuvres

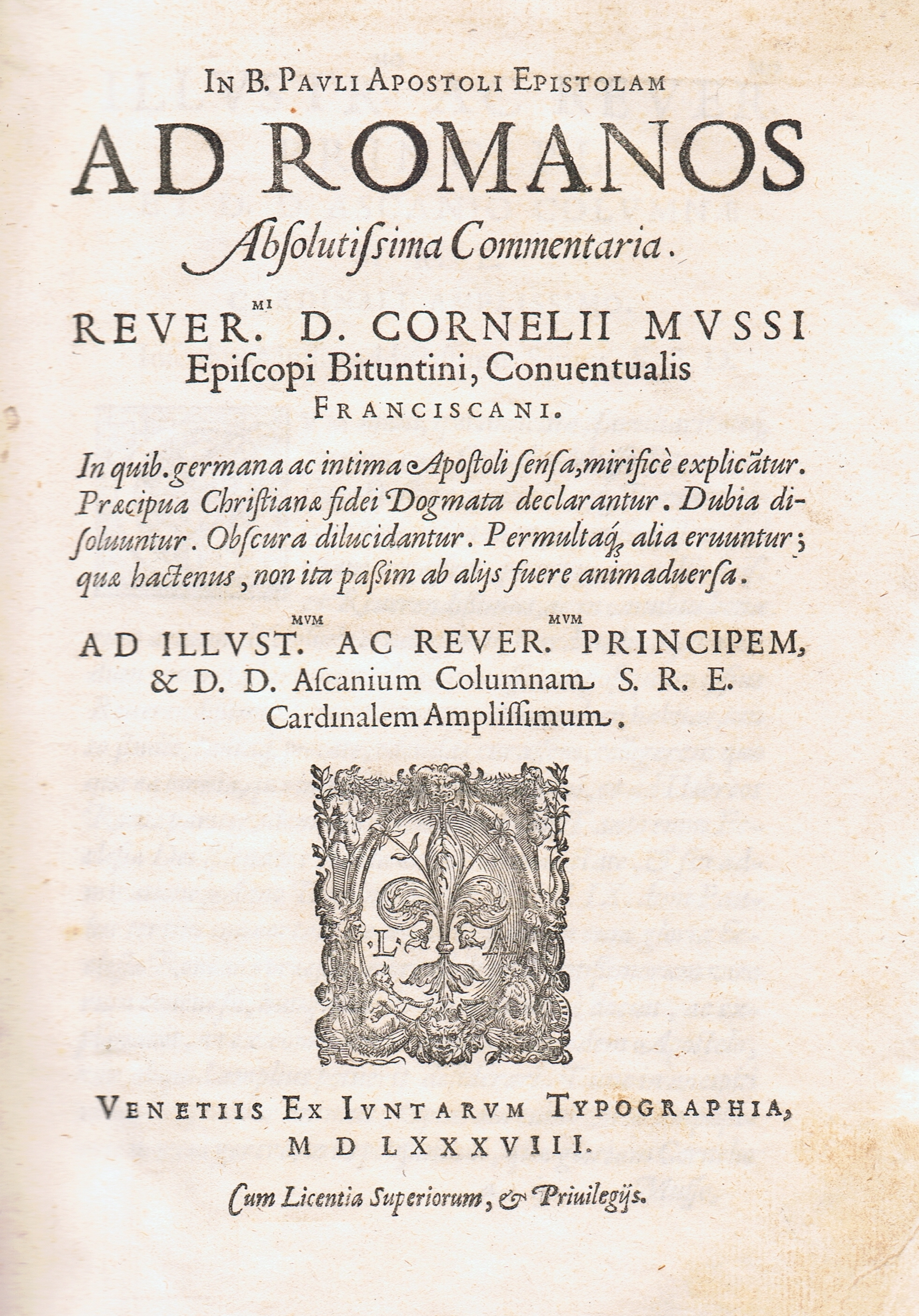
Cornelio Musso, In B. Pauli apostoli Epistolam ad Romanos absolutissima commentaria, Venise, Giunta, 1588.

Ses sermons sont publiés à Venise, notamment chez les Giunta. Des traductions en français sont publiées à Paris.

### Éditions en français des sermons
- Sermon de l'advenement du benoist S. Esprit, le jour de la Pentecoste  (trad. Jacques Berson), Paris, Pierre L'Huillier, 1574 (lire en ligne).
- Les Sermons très-doctes et éloquens de très-Révérend P. Messire F. Corneille Musso,... faicts en divers temps et divers lieux, et mis par ordre  (trad. Gabriel Chappuys), Paris, Guillaume Chaudière, 1584, 2 vol. (lire en ligne)
- Sermons sur les Épistres et Évangiles de chacun jour de caresme et sur le Cantique de la Vierge Marie pour chacun samedy, avec la vie de l'auteur  (trad. Stefano Allemandi), Paris, Guillaume Chaudière, 1597, 426 p. (lire en ligne).